# Comité scientifique sur la toxicité, l'écotoxicité et l'environnement
Le Comité scientifique sur la toxicité, l'écotoxicité et l'Environnement est un comité d'experts dits indépendants et reconnus, créé en 1997  par l'Europe (à la suite d'une communication de 1993 faite par la Commission européenne) pour donner des avis sur le thème de la santé publique et de l'environnement, dans les domaines particuliers de la toxicité et de l'écotoxicité d'un certain nombre de produits (chimiques, biologiques) toxiques ou agents de type perturbateurs endocriniens pour l'homme, la faune ou les écosystèmes. 

Il travaille sous l'égide de la Direction générale sur la santé et la protection des consommateurs (DG Health and Consumer Protection)

## Organisation
L'actuel président (oct 2007) est James W. Bridges (Pr en toxicologie et santé environnementale). Il veille au fonctionnement du groupe, coordonné par un secrétariat, en suivant un cadre donné par la Decision 97/579/EC du 23 juillet 1997.